# Arsène de Trigolo
Arsène de Trigolo (Trigolo, Royaume de Lombardie-Vénitie, 13 juin 1849 - Bergame, Italie, 10 décembre 1909) est un prêtre catholique italien membre de la compagnie de Jésus puis des frères mineurs capucins et fondateur des sœurs de Marie Consolatrice. Il est reconnu bienheureux par l'Église catholique.

## Biographie
Giuseppe Migliavacca est ordonné prêtre en 1874, et entre dans la Compagnie de Jésus en 1888. Parmi les tâches pastorales qu'on lui confie, il est confesseur, prédicateur de retraites, animateur spirituel dans des collèges jésuites ou encore directeur spirituel de communautés religieuses.
Un groupe de jeunes filles se réunit autour de lui, notamment dans ses œuvres auprès des plus nécessiteux, et s'organise en 'association pieuse'. En 1893, Giuseppe Migliavacca la transforme en institut religieux qui prend le nom d'Institut des Sœurs de Marie Consolatrice. Cette nouvelle congrégation s'engage dans l'enseignement et la formation de la jeunesse des milieux défavorisés, la prise en charge des orphelins et le catéchisme. Leur vocation est de concrétiser la miséricorde de Dieu. Migliavacca dirige sa fondation une dizaine d'années, la développant en fondant notamment des maisons à Turin, Milan et Bergame. 
En 1903, il abandonne la direction de l'Institut et quitte la Compagnie de Jésus pour se retirer chez les Frères mineurs capucins. Il y fera sa profession religieuse sous le nom d'Arsenio de Trigolo. Dès lors, et ce jusqu'à sa mort, il se consacre au ministère de la prédication, de la confession et de la direction spirituelle des prêtres et séminaristes. Il meurt à Bergame le 10 décembre 1909.

## Béatification
Le 3 avril 2008, ayant reçu l'autorisation de la Congrégation pour les causes des saints l'archidiocèse de Milan ouvre la procédure de béatification et canonisation d'Arsenio da Trigolo. L'enquête diocésaine est clôturée le 7 avril 2000 et le dossier transféré à Rome pour y être étudié par le Saint-Siège. Le 21 janvier 2016, le pape François reconnaît l'héroïcité de ses vertus et le déclare vénérable.
L'année suivante, le 20 janvier 2017, le pape François reconnaît comme authentique un miracle obtenu par l'intercession du vénérable Arsenio da Trigolo. Il est béatifié le 7 octobre 2017 à Milan par le cardinal Angelo Amato.